# کیندوا
کیندوا (به لاتین: Kendua) یک منطقهٔ مسکونی در بنگلادش است که در ناحیه نتروکونه واقع شده‌است. کیندوا ۳۰۳٫۶ کیلومتر مربع مساحت و ۳۰۴٬۷۲۹ نفر جمعیت دارد.